# Nectaire d'Égine
Nectaire d'Égine, né le 1er octobre 1846 à Sélymbrie (aujourd'hui Silivri) en Thrace ottomane et mort le 8 novembre 1920 à Athènes, est un archevêque de la Pentapole et fondateur du monastère de la Sainte-Trinité à Égine. Saint grec renommé, il est vénéré par l'Église orthodoxe orientale, notamment comme thaumaturge, et officiellement reconnu par le Patriarcat œcuménique de Constantinople en 1961. Sa fête est célébrée le 9 novembre.

## Biographie
De son nom d’état-civil Anastásios Kephalas, saint Nectaire naît dans une famille modeste et très pieuse, le 1er octobre 1846, à Sélybrie en Thrace, au bord de la mer de Marmara ; il vient très jeune étudier et travailler à Constantinople. 
Il devient instituteur sur l’île de Chios, puis moine sous le nom de Lazare au monastère Nea Moni de Chios, le 7 novembre 1876. Devenu diacre un an plus tard, il obtient son diplôme de la Faculté de théologie. En 1885, il gagne Le Caire et Alexandrie où il est ordonné prêtre puis consacré évêque de la Pentapole c’est-à-dire de la Cyrénaïque, l’ancien diocèse correspondant à la Libye supérieure (à cette époque, il y avait encore d'importantes populations helléniques dans l'Empire ottoman et en Égypte). Prédicateur et secrétaire patriarcal, il devient le représentant du Patriarche d'Alexandrie dans l’église Saint-Nicolas. 
Jalousé en raison de l’affection que lui porte le peuple, et calomnié au motif fallacieux qu’il chercherait à s’emparer du trône patriarcal, il quitte l'Égypte sans résister pour gagner l'Eubée puis Athènes où il demeure seul et pauvre, distribuant ses faibles ressources aux nécessiteux ; prédicateur de 1891 à 1894, il est finalement nommé directeur de l’École ecclésiastique Rizarios (el), séminaire pour la formation de futurs prêtres fondé en 1841 par les frères d'orginie grecque, Manthos et Georgios Rizaris. Il fonde dans l'île d'Égine un monastère de moniales où il est enterré.

## Canonisation et postérité

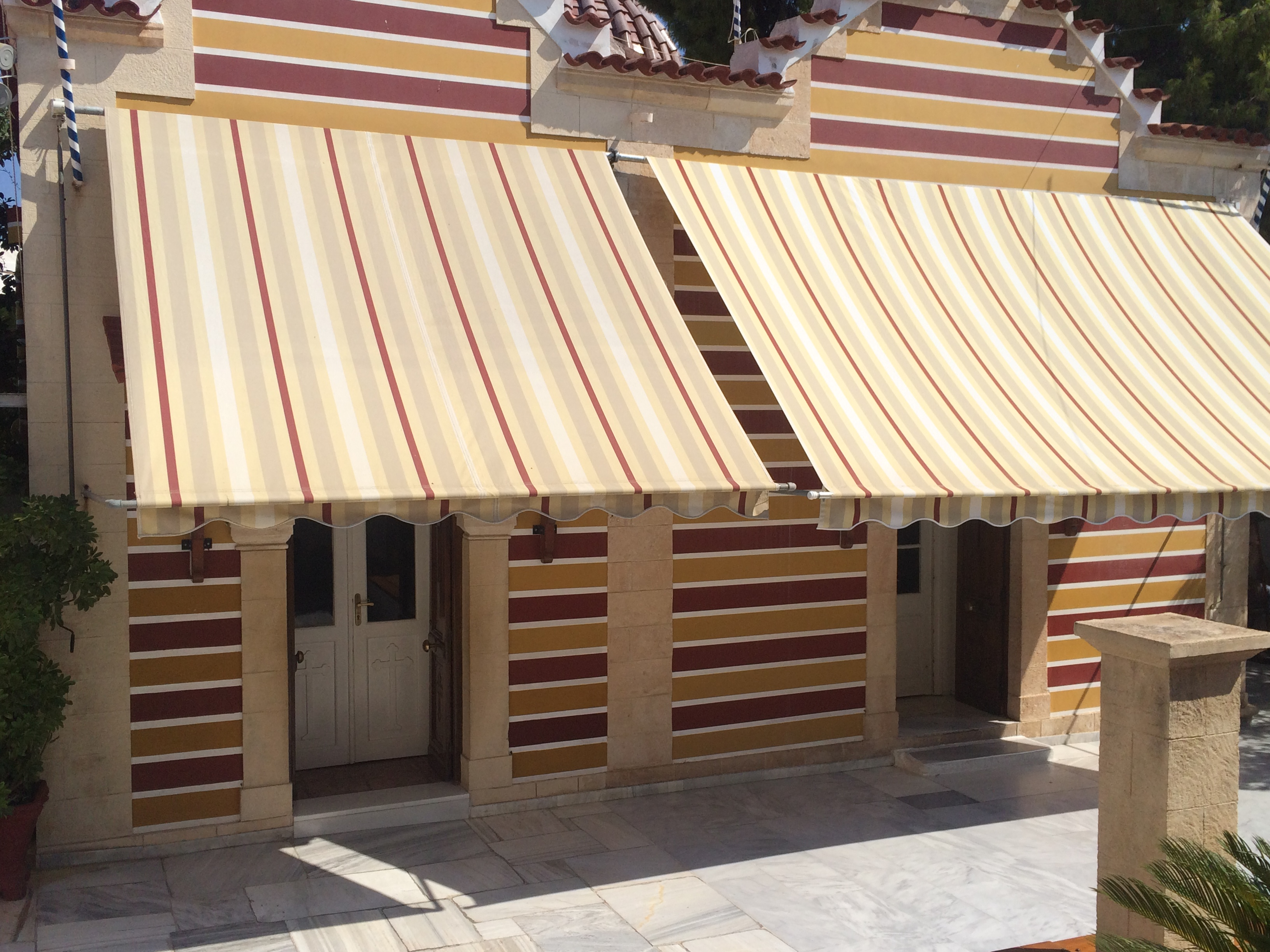
Monastère de la Sainte-Trinité à Égine.

Réputé thaumaturge, il est canonisé et est devenu l'un des saints les plus populaires de l'Église de Grèce. Il est aussi célèbre pour avoir composé des hymnes en l'honneur de la Vierge Marie, dont Agni Parthene : « Ô Vierge Pure ». Son culte est autorisé depuis 1961. Il est fêté le 9 novembre et le 3 septembre, jour de la translation de ses reliques.
En 1998, le saint Synode du Patriarcat orthodoxe d'Alexandrie prend une décision historique et vient à résipiscence au sujet de saint Nectaire :
« Alexandrie, 15 septembre 1998,
Le Saint-Esprit a illuminé les membres réunis du Saint Synode du Patriarcat d'Alexandrie et de toute l’Afrique, sous la direction de Sa Sainteté Petros VII, Pape et Patriarche d’Alexandrie et de toute l’Afrique, plus d’un siècle après que Saint Nectaire, le grand Professeur et Père de la Sainte Église Orthodoxe de l’Orient eut été expulsé de l’Église d'Alexandrie, à parvenir à la décision suivante :
Vu la décision de l’Église de ranger Saint Nectaire parmi les Saints en raison de ses innombrables miracles et vu son acceptation par la conscience religieuse des chrétiens orthodoxes du monde entier, nous faisons appel à la pitié de Dieu, qui est éternellement miséricordieux.
Nous réinstallons par la présente dans son rang ecclésiastique le Saint de notre siècle, Saint Nectaire, et lui accordons tout notre respect et nos hommages. Nous supplions Saint Nectaire de nous pardonner, nous les indignes, et nos prédécesseurs, nos frères sur le Trône d’Alexandrie, pour toute opposition que nous avons fait au Saint et pour tout ce que notre Père Saint Nectaire, l'Évêque de Pentapolis, a souffert en raison de [no]s faiblesses ou erreurs humaines.
Pierre VII 

Par la Grâce de Dieu

Pape et Patriarche d’Alexandrie et de Toute l’Afrique. »

## Écrits
Saint Nectaire est l’auteur de nombreux livres témoignant des richesses de la tradition orthodoxe, reprenant les aspects essentiels de la théologie et de la spiritualité des Pères, conseillant ses moniales et les lecteurs, mais aussi traitant de toutes sortes de questions, surtout théologiques, sociales, pédagogiques et morales. Parmi ceux-ci :
- Cours d'éthique chrétienne (1897)
- « Catéchisme orthodoxe (᾽Ορθοδόξος ἱερὰ κατήχησις) », Échos d'Orient, t. 3, no 4,‎ 1900, p. 251-252. (présentation en ligne)
- Théotokarion (Θεοτοκάριον μικρόν), Petit livre de prières (1905)
- Engolpion hiérarchique, Manuel pour les prêtres (1907)
- Étude historique de la Précieuse Croix (1914)
- Étude sur les mystères divins (1915)
- Éthique chrétienne de l'Église orthodoxe orientale (2e édition augmentée, 1920)
- Lettres pastorales aux moniales d'Égine (Éd. Lis & Parle, 2011)

### Filmographie
- « L'homme de Dieu », de Yelena Popovic, musique de Zbigniew Preisner, SAJE distribution, mars 2022. « Bande annonce officielle »